# Vastestofbatterij

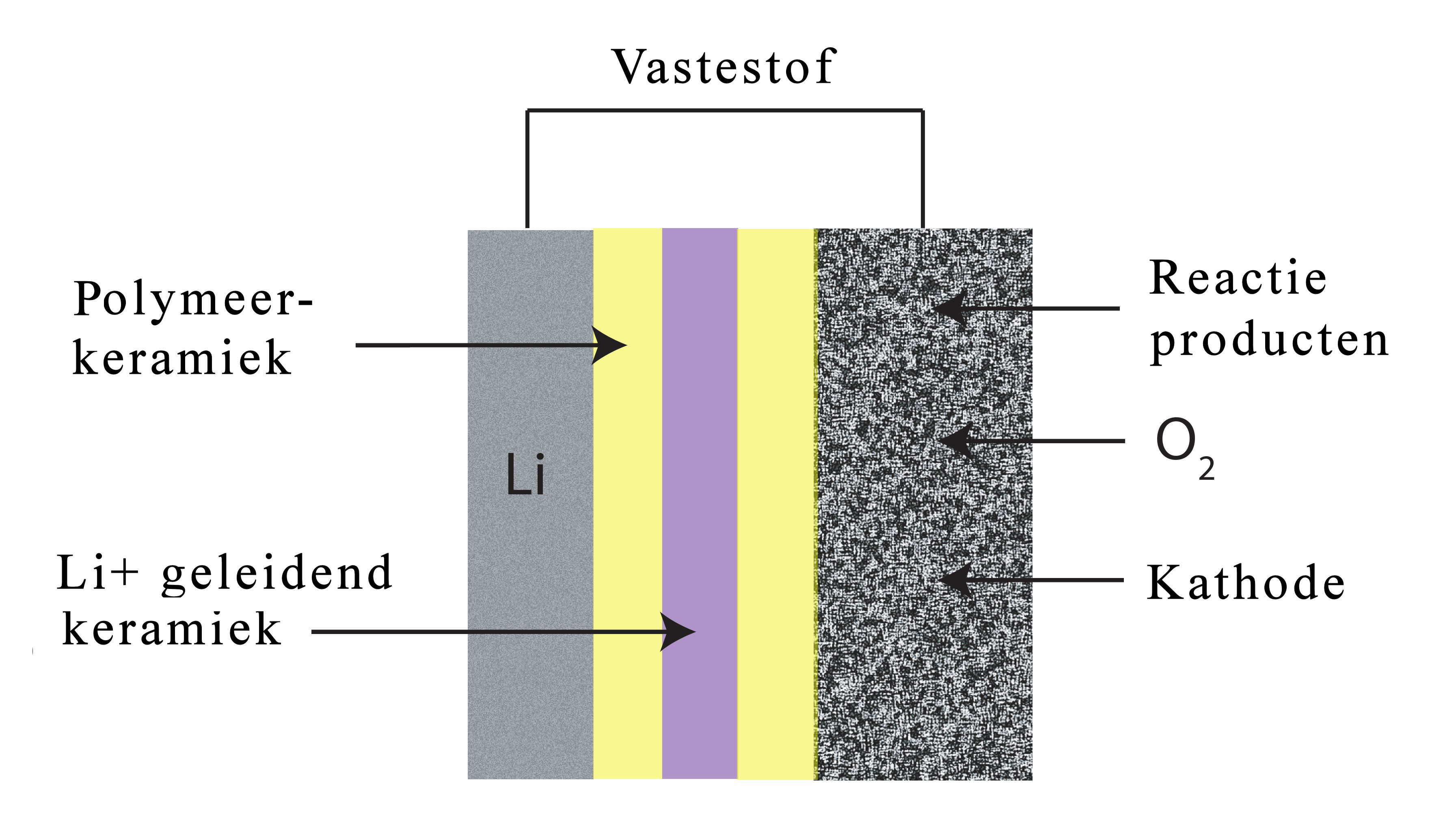
Lithium-luchtbatterij als voorbeeld van een vastestofbatterij. Li-luchtbatterijen gebruiken oxidatie van lithium aan de anode en reductie van zuurstof aan de kathode om stroom op te slaan.

Een vastestofbatterij is een batterij, die bestaat uit een vaste elektrode en een vast elektrolyt. Dit in tegenstelling tot een lithium-ion-accu of een lithium-ion-polymeer-accu, die vloeibare of polymere elektrolyten bevatten.

## Geschiedenis
Michael Faraday ontdekte de vaste elektrolyten zilversulfide en lood(II)fluoride, die de basis legden voor vastestof-ionica. Hoogwaardige batterijen worden beschouwd als vastestof-ion-apparaten.
Aan het eind van de jaren vijftig werden er pogingen ondernomen om een vastestofbatterij te ontwikkelen. De eerste vastestofbatterijen, die zilver-ionengeleidende elektrolyten gebruikten, hadden een lage energiedichtheid en celspanningen, naast een zeer hoge interne weerstand.
Een nieuwe klasse elektrolyt in vaste toestand, ontwikkeld door Oak Ridge National Laboratory in de jaren 1990, werd later opgenomen in bepaalde dunnefilm-lithium-ionbatterijen, die worden beschouwd als een vorm van een vastestofbatterij.
In 2013 kondigden onderzoekers van de Universiteit van Colorado te Boulder de ontwikkeling aan van een lithiumbatterij in vaste toestand, met een vaste composiet kathode gebaseerd op ijzer-zwavelchemie, dat een hogere energiecapaciteit beloofde.
In 2014 kondigden onderzoekers van Sakti3 een vastestof-elektrolytischelithium-ionbatterij aan met een geclaimde hogere energiedichtheid tegen lagere kosten. Het bedrijf werd in het daarop volgende jaar overgenomen door Dyson.
In 2017 onthulde John Goodenough, de mede-uitvinder van Li-ion-batterijen, een nieuwe vastestofbatterij met behulp van glaselektrolyten en een alkalimetaal-anode bestaande uit lithium, natrium of kalium, wat niet mogelijk is bij conventionele batterijen.
In 2018 kondigde Solid Power aan dat het $ 20 miljoen aan financiering had ontvangen voor een kleine productielijn voor oplaadbare vastestoflithium-metaalbatterijen. De productielijn heeft een mogelijke capaciteit voor het per jaar produceren van batterijen met een capaciteit van ongeveer 10 megawattuur.
Het Chinese bedrijf, Qing Tao, is in 2018 begonnen met de productie van vastestofbatterijen.

## Samenstelling en werking
Vaste elektrolyten zijn zeer goede geleiders voor ionen (ionengeleider). Daarbij berust het ladingtransport in de vastestofelektrolyten op het verplaatsen van ionen door bepaalde plaatsen in een vastestofmatrix. Deze goede geleidbaarheid voor ionen is van zowel de elektrolyten als ook van de elektroden noodzakelijk voor het verkrijgen van een goede prestatie. Anderzijds zijn vaste elektrolyten zeer goede isolatoren met betrekking tot elektronen, die in elektrolyten (in tegenstelling tot de elektroden) eveneens gewenst is. De hoge geleidbaarheid voor ionen minimaliseert de interne elektrische weerstand van de batterij waardoor aldus een hoge vermogensdichtheid mogelijk is, terwijl tegelijkertijd door de hoge weerstand ten opzichte van de elektronen, de zelfontlading van de batterij wordt geminimaliseerd, waardoor hun levensduur of houdbaarheid verlengd wordt.
Hedendaagse lithium-luchtvastestofbatterijen hebben een anode van lithium en een elektrolyt, dat ofwel uit keramiek of uit glas of uit glaskeramiekcomposietmateriaal bestaat en een kathode gemaakt van poreuze koolstof. De anode en kathode zijn in de regel gescheiden van de elektrolyt door een polymeer-keramische composiet die de ladingsoverdracht bij de anode verbetert en elektrochemisch de kathode met de elektrolyt verbindt. Het polymeer-keramisch composietmateriaal wordt gebruikt om de weerstand te verlagen.
Voorbeelden van dergelijke ionische geleiders zijn rubidiumzilverjodide (RbAg4I5) voor het ladingstransport van zilverionen (Ag+) en lithiumjodide- of aluminiumoxide-mengsels (LiI / Al2O3) voor het ladingstransport van lithiumionen (Li+).

## Eigenschappen
Vastestofbatterijen hebben in principe de volgende twee eigenschappen:
- een lage vermogensdichtheid en
- een hoge energiedichtheid.

De eerste beperking doet zich voor vanwege de moeilijkheid om hoge stromen over vastestof-vastestof grensvlakken te krijgen. Anderzijds hebben deze batterijen bepaalde voordelen die dit nadeel compenseren: ze zijn makkelijk te verkleinen (zij kunnen bijvoorbeeld in de vorm van een dunne laag gemaakt worden) en het gevaar dat de elektrolyt door lekken schade kan veroorzaken bestaat niet. Ze hebben doorgaans een zeer lange levensduur en houdbaarheid en vertonen gewoonlijk ook bij temperatuurschommelingen (die bij vloeibare elektrolyten tot bevriezing of koken van de elektrolyt kunnen leiden) geen abrupte veranderingen in hun prestaties. Een ander voordeel van vastestofbatterijen (in tegenstelling tot lithium-ion-batterijen) is dat ze niet brandbaar zijn.
Het belangrijkste nadeel van vastestofbatterijen is de lage geleidbaarheid van ionen van de meeste glaskeramische elektrolyten. De geleidbaarheid van ionen van de huidige elektrolyten in vaste toestand is nog steeds lager dan die van vloeibare elektrolyten.
De volumestroomdichtheid bepaalt de grootte en de massa-energiedichtheid het gewicht van de cellen. Bij de actieradius van de elektrische auto speelt dit een essentiële rol. Het Ragone-diagram illustreert de relatie tussen vermogensdichtheid en energiedichtheid. Volgens IBM-onderzoekers ligt de theoretisch haalbare specifieke energie van lithium-luchtbatterijen (zonder het gewicht van de zuurstof in de lucht) bij meer dan 11 kWh per kilogram (kWh/kg). De onderzoekers zijn van mening dat een praktisch uitgevoerde lithium-lucht-batterij ongeveer een tiende van deze theoretisch maximale waarde kan halen.

## Dendrietvorming en groei in lithium-metaalanodes

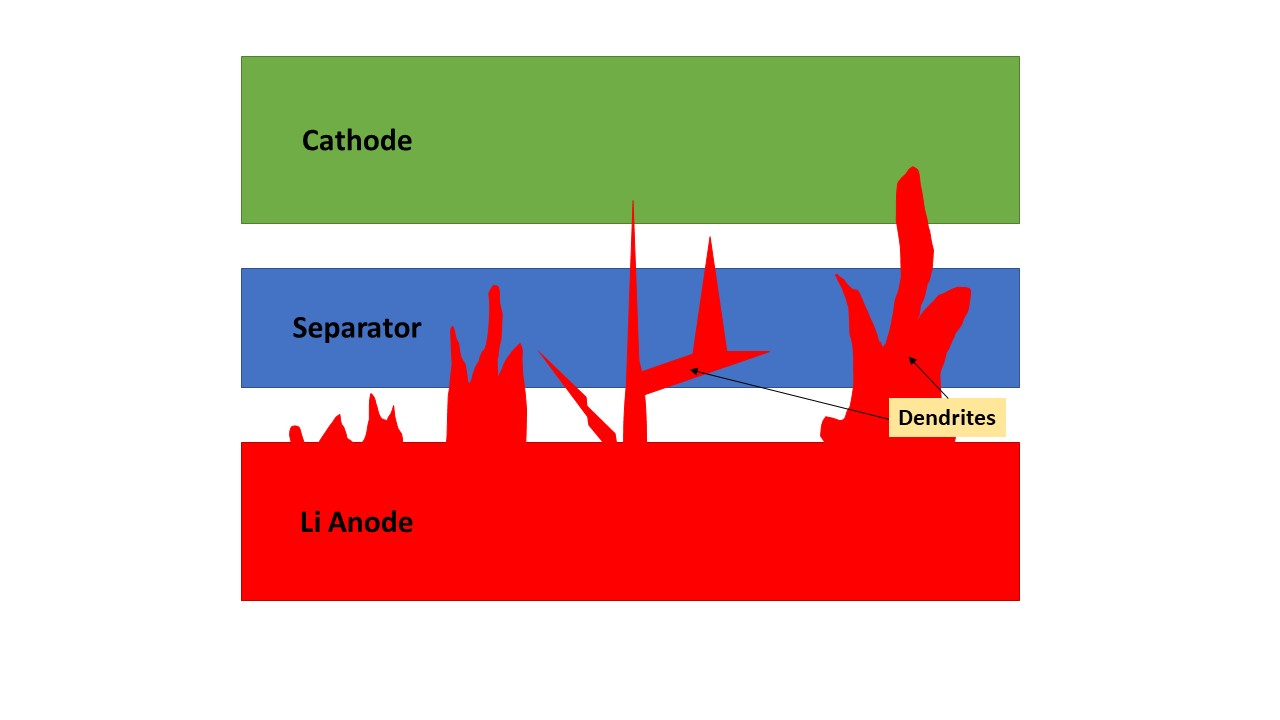
Lithium-metaaldendriet, die vanaf de anode door de scheidingslaag (een permeabel membraan tussen de anode en kathode) heen groeit richting de kathode.

Vaste lithium (Li) metaalanodes in vastestofbatterijen vervangen de grafietanodes in lithium-ion-accu's voor een hogere energiedichtheid, een grotere veiligheid en een kortere oplaadtijd. Een nadeel hiervan is de vorming en groei van dendrieten als gevolg van de reactiviteit van het Li-metaal.
De dendrieten worden gewoonlijk gevormd tijdens elektrodepositie van metalen. In het bijzonder worden de lithiumdendrieten gevormd tijdens herhaalde laad - ontladingscycli, omdat de lithium-ionen in de vaste elektrolyt tijdens het laden de elektronen aan het oppervlak van de lithiumanode binden en zo een laagje lithium-metaal vormt. Ideaal gezien zou de afzetting van lithium gelijkelijk over de anode verdeeld worden tijdens de groei van de dendriet naar de kathode. Er worden echter naaldachtige structuren gevormd, die door de elektrolyt en de scheidingslaag (een permeabel membraan tussen de anode en kathode) heen groeit.

## Tekortkomingen van lithium-lucht-batterijen
Anno 2014 hebben lithium-lucht-batterijen de volgende tekortkomingen:
- Relatief weinig herlaadcycli
- Lange herlaadtijden
- Niet stabiel en daardoor niet veilig[20] (lithium-ionbatterijen zijn ook niet stabiel, maar het risico is veel minder)[20]

## Gebruik

### Huidig gebruik
Vastestofbatterijen worden gebruikt in pacemakers, RFID en in apparaten in bijvoorbeeld kleding of gedragen op het lichaam.

### Potentieel gebruik in elektrische voertuigen
Een aantal autofabrikanten en andere bedrijven ontwikkelen of gebruiken vastestofbatterijen.
Toyota gaf in 2014 aan welke inspanningen zij voor de ontwikkeling van vastestofbatterijen voor de jaren twintig doen. en heeft de meeste patenten op dit gebied. In 2017 kondigde het bedrijf de versterking aan van een decennia lang partnerschap met Panasonic, dat een samenwerking op het gebied van vastestofbatterijen omvat.
Volkswagen kondigde een investering van $ 100 miljoen aan in QuantumScape, een vastestofbatterij startup, die uit de Stanford-universiteit voortkwam.
Andere autofabrikanten die vastestofbatterijtechnologieën ontwikkelen zijn BMW, Honda, Hyundai Motor Company, Mercedes en Nissan.